# Laemophloeus formosianus
Laemophloeus formosianus is een keversoort uit de familie dwergschorskevers (Laemophloeidae). De wetenschappelijke naam van de soort werd in 1918 gepubliceerd door Antoine Henri Grouvelle.